# Khoresh
Il khoresh, o khoresht, (in persiano خورشت‎) è un piatto della cucina iraniana. Esso consiste in un sugo stufato generalmente a base di carne, verdure, frutta secca o fresca e talvolta anche noci o cereali, e viene usato per accompagnare il riso chiamato chelo. Il chelo khoresh è la versione più popolare di questa pietanza, e lo stufato viene solitamente preparato con rabarbaro, melanzane, spinaci, funghi, assieme a carne di pollo, agnello o anatra, oppure frutta come pesche, pere verdi, ciliegie, cotogni e melograni.

## Varianti

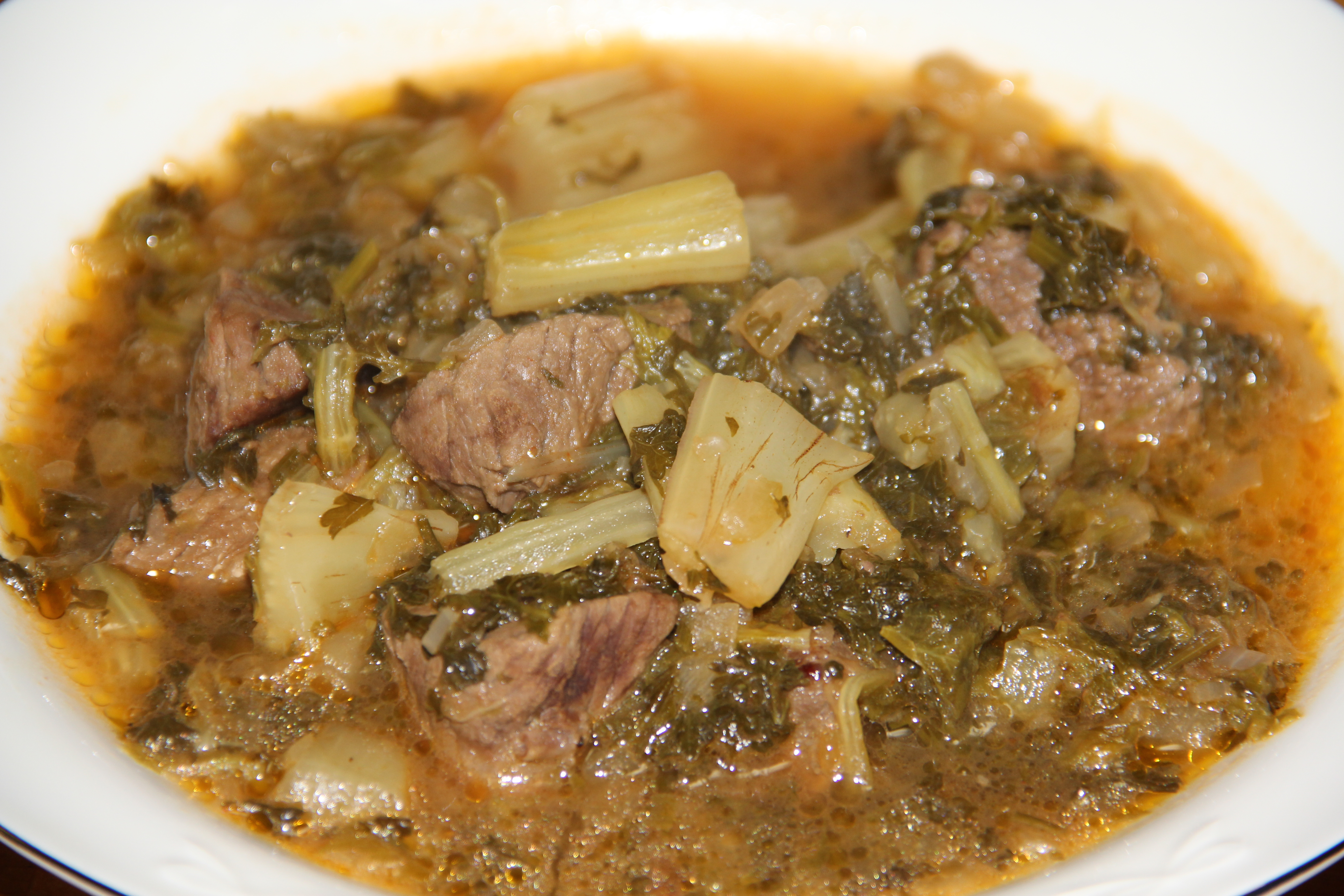
khoresh-e karafs

Vi sono diverse varianti di khoresh a seconda degli ingredienti usati, tra cui:
- khoresh-e alu, a base di prugne
- khoresh-e bademjoon, a base di melanzane
- khoresh-e baghali, a base di fagioli di Lima
- khoresh-e esfanaj, a base di spinaci
- khoresh-e fesenjoon, a base di pollo e salsa di melograno
- khoresh-e gharch, a base di funghi
- khoresh-e gheimeh, a base di carne e piselli secchi
- khoresh-e ghorme sabzi, a base di verdure
- khoresh-e hulu, a base di pesche
- khoresh-e kadu, a base di gombi
- khoresh-e karafs, a base di sedano
- khoresh-e lubia, a base di fagiolini
- khoresh-e mast va kari, a base di yogurt e curry
- khoresh-e portaghal, a base di arance
- khoresh-e rivas, a base di rabarbaro
- khoresh-e sak, a base di spinaci e succo di arancia
- khoresh-e sib, a base di mele e carne